# 百花繚乱 (タレント)
百花 繚乱（ひゃっか りょうらん、1990年〈平成2年〉1月22日 - ）は、日本のタレント、司会者、スタジオオンサイト株式会社代表取締役社長。ニコニコ動画出身のタレントであり、現在はニコニコ動画を含むインターネット番組やイベントなどの司会者として活動を行っている。本名は高月俊。血液型はA型。

## 来歴
1990年1月22日、広島県に生まれる。
14歳の頃から手品の勉強をしながら、休み時間などで手品を披露。マジシャンを目指しトーク練習のために2009年1月に「ニコニコ生放送」にて配信を開始、配信内容として「女装」「手品」「女声」や「スカイプ凸待ち」などを行っていた。
2009年10月にスタートしたニワンゴと247Musicが主催の「ニコ生☆生うたオーディション」へ出演し「ニコニコ大会議2009-2010 全国ツアー in 広島」への出演が決まる。女装による手品というパフォーマンスが受け、更にドワンゴ主催のミュージカルである「ニコニコミュージカル」への出演依頼が来る。出演をきっかけに念願であった上京を果たし、2010年4月にやまだひさしがパーソナリティを務めるインターネット番組「ニコラジ」のアシスタントを務めた。。上京後はニコニコ動画の公式配信の司会なども務めるようになる。
2011年5月より放送開始されたテレビ東京「ドリームクリエイター」では初の地上波レギュラーとなり多くのネットクリエイターやアーティストなどと共演を果たす。
2012年4月よりJFN系ラジオ番組「FM深夜バラエティー wktk（わくてか）の枠」（ジャパンエフエムネットワーク制作）のパーソナリティとして活動開始。同時期に行われた「ニコニコ超会議」に出演。同イベント内のライブイベント「ニコニコ超パーティー」では田村淳、爆笑コメディアンズと共に幕張メッセの会場6000人を前に司会を担当した。
2022年9月から番組制作会社「スタジオオンサイト株式会社」の代表取締役MC/社長に就任。
2023年春に自身の声を元にした音声合成ソフトウェア「†聖騎士 紅桜†（ホーリーナイトべにざくら）」がVOICEVOXより発売され、同年夏に「紅桜ショウガ」がA.I.VOICEより発売された。

## 人物
- 愛称は「繚乱」「百花さん」「紅生姜」「†聖騎士紅桜†」。初めてインターネット上で使用したハンドルネームが「†聖騎士 紅桜†」（ホーリーナイトベニザクラ）であり、上記の音声合成ソフトウェアの名前の由来になっている。
- ニコニコ公式生放送に頻繁に出演することが増え、ユーザーからは「ドワンゴの犬」と呼ばれることがある。2017年11月28日の『ニコニコ新バージョン発表会』公式生放送では「（ニコニコ動画）運営の上層部の方々はもっとコメントを見たほうがいい」と運営に対して苦言を呈した[17]。
- 最愛の人は妻と娘[18]。

## 出演

### テレビ番組
- ドリームクリエイター（テレビ東京、第1期 2011年5月1日 - 2012年3月29日・第2期 2012年7月5日 - 2013年3月28日）
- ドリーム²クリエイター（テレビ東京、第3期 2013年4月10日 - 2013年9月25日）

- 全力!ネットユーザーつくり場〜集まれ!ドリームクリエイター〜（テレビ東京、2013年10月6日 - 2014年3月30日）
- TVチャンピオン極 ～KIWAMI～（BSジャパン、2018年4月29日、テレビ東京　2018年5月5日）

### ラジオ
- FM深夜バラエティー wktk（わくてか）の枠（JFN、2012年4月7日 - 2016年9月24日）
- 今日は一日“歌ってみた”三昧（NHK-FM放送、2016年3月21日）※MC出演
- ラジオうかんむり/エフエムさがみ（2018年12月 - ）

### インターネット配信
ニコニコ生放送（公式）
- レギュラー番組 サマナーズウォー公式新生放送（2016年1月2日 - ）※毎月配信
- 【バーチャルバラエティ】しゃべくり003（2018年8月8日 - ）※毎週水曜日配信
- 週刊ニコニコインフォ（2020年6月16日 - 2022年11月22日）※毎週火曜日配信
- 月刊ニコニコインフォ（2022年12月6日 - ）

不定期配信
| 番組名                                                         | 番組名                                                         | 日付                           | 備考               |
| -------------------------------------------------------------- | -------------------------------------------------------------- | ------------------------------ | ------------------ |
| みんなでニコニコ囲碁サークル                                   | みんなでニコニコ囲碁サークル                                   | 2011年12月18日 - 2014年7月26日 | 司会               |
| バンダイナムコゲームスのニコニコ生放送                         |                                                                |                                |                    |
|                                                                | ゲーム実況大放出!バンダイナムコゲームス876分生放送             | 2014年3月29日                  |                    |
| レトルト・キヨ・繚乱のゲーム実況！                             | 2014年5月30日 7月22日 8月27日 10月24日                         |                                |                    |
| 【TGS2014】レトキヨ繚乱ゲームショウ参戦前夜!                   | 2014年9月19日                                                  |                                |                    |
| 【TGS2014】レトキヨ繚乱TGS参戦ゲーム実況                       | 2014年9月20日 9月21日                                          |                                |                    |
| 【TGS2015】876TVプレゼント祭                                   | 2015年9月19日、20日                                            |                                |                    |
| バンナムゲームまつり                                           | 2016年8月2日 2016年9月1日                                      |                                |                    |
| 876TV@闘会議2017                                               | 2017年2月11日                                                  |                                |                    |
| 876TV@闘会議2018                                               | 2018年2月10日、11日                                            |                                |                    |
| ファミ通App×niconico「クイズRPG 魔法使いと黒猫のウィズ」生放送 | ファミ通App×niconico「クイズRPG 魔法使いと黒猫のウィズ」生放送 | 2014年7月17日 -                | MC出演 ※不定期配信 |
| スニーカーチャンネル『なますに！』                             | スニーカーチャンネル『なますに！』                             | 2014年10月31日 - 2019年3月26日 | ※毎月配信          |

過去のレギュラー番組
| 番組名                                                         | 番組名                                                         | 番組名                                                         | 日付                          | 備考                      |
| -------------------------------------------------------------- | -------------------------------------------------------------- | -------------------------------------------------------------- | ----------------------------- | ------------------------- |
| やまだひさしの木曜ニコラジ                                     | やまだひさしの木曜ニコラジ                                     | やまだひさしの木曜ニコラジ                                     | 2010年4月8日- 2011年9月29日   | アシスタント              |
| やまだひさしの月曜ニコラジ                                     | やまだひさしの月曜ニコラジ                                     | やまだひさしの月曜ニコラジ                                     | 2011年10月3日- 2014年9月29日  | アシスタント              |
| ニコラジサタデー                                               | ニコラジサタデー                                               | ニコラジサタデー                                               | 2011年10月22日- 2013年6月29日 | アシスタント              |
| 蛇足と百花繚乱のニコダーツ・ライ部                             | 蛇足と百花繚乱のニコダーツ・ライ部                             | 蛇足と百花繚乱のニコダーツ・ライ部                             | 2011年11月11日- 2012年4月10日 | 司会                      |
| 決戦パチンコ・パチスロクイズ王!                                | 決戦パチンコ・パチスロクイズ王!                                | 決戦パチンコ・パチスロクイズ王!                                | 2012年9月2日- 2012年11月11日  | 司会                      |
| 「ドリームクリエイター」シリーズ                               |                                                                |                                                                |                               |                           |
|                                                                | ドリームクリエイター                                           | 第1期                                                          | 2011年5月1日- 2012年3月24日   | ※毎週TV収録の模様を生配信 |
| 第2期                                                          | ドリームクリエイター                                           | 2012年6月30日- 2013年3月24日                                   |                               | ※毎週TV収録の模様を生配信 |
| ドリクリぷらす〜「ドリームクリエイター」復活への道〜           | ドリクリぷらす〜「ドリームクリエイター」復活への道〜           | 2012年4月14日、4月19日、5月5日- 6月23日                        | ※毎週配信                     |                           |
| ドリーム²クリエイター                                          | 第3期                                                          | 2013年4月2日- 2013年9月3日                                     |                               |                           |
| 全力!ネットユーザー「つくり場」〜集まれ!ドリームクリエイター〜 | 全力!ネットユーザー「つくり場」〜集まれ!ドリームクリエイター〜 | 全力!ネットユーザー「つくり場」〜集まれ!ドリームクリエイター〜 | 2013年9月17日- 2014年3月18日  | ※生配信                   |
| キヨめろ繚乱のヤフヤフ放送局                                   | キヨめろ繚乱のヤフヤフ放送局                                   | キヨめろ繚乱のヤフヤフ放送局                                   | 2014年4月8日- 2014年8月26日   | ※隔週火曜日配信（全11回） |
| Road to 超パーティー2015                                       | Road to 超パーティー2015                                       | Road to 超パーティー2015                                       | 2015年7月2日- 9月5日          | ※毎月2回配信              |
| 百花繚乱の金曜ニコラジ                                         | 百花繚乱の金曜ニコラジ                                         | 百花繚乱の金曜ニコラジ                                         | 2014年10月24日- 2017年9月29日 | パーソナリティ            |
| 【囲碁】ニコスト-niconico stones-                              | 【囲碁】ニコスト-niconico stones-                              | 【囲碁】ニコスト-niconico stones-                              | 2014年10月26日- 2018年2月18日 | ※毎月配信                 |

長時間スペシャル・単発
| 番組名                                                                                                 | 番組名                                                                                                 | 番組名                                                                                                 | 番組名                                                                                                 | 日付                        | 備考                                       |
| --- | --- | --- | --- | --------------------------- | ------------------------------------------ |
| ニコニコ大会議                                                                                         | | | |                             |                                            |
| | 超ニコニコインフォ                                                                                     | | |                             |                                            |
| ニコニコ大会議 全国ツアーin広島                                                                        | ニコニコ大会議 全国ツアーin広島                                                                        | ニコニコ大会議 全国ツアーin広島                                                                        | 2010年2月6日                                                                                           |                             |                                            |
| ニコニコ大会議 ツアーファイナル2Days in東京・1st day                                                   | ニコニコ大会議 ツアーファイナル2Days in東京・1st day                                                   | ニコニコ大会議 ツアーファイナル2Days in東京・1st day                                                   | 2010年2月19日                                                                                          |                             |                                            |
| 木曜ニコラジ×松岡充の世の中ヲタしい事だらけ!初番組コラボ『ヲタラジ』!                                  | 木曜ニコラジ×松岡充の世の中ヲタしい事だらけ!初番組コラボ『ヲタラジ』!                                  | 木曜ニコラジ×松岡充の世の中ヲタしい事だらけ!初番組コラボ『ヲタラジ』!                                  | 木曜ニコラジ×松岡充の世の中ヲタしい事だらけ!初番組コラボ『ヲタラジ』!                                  | 2010年9月9日                |                                            |
| 松岡充の世の中ヲタしい事だらけ!                                                                        | 松岡充の世の中ヲタしい事だらけ!                                                                        | 松岡充の世の中ヲタしい事だらけ!                                                                        | 松岡充の世の中ヲタしい事だらけ!                                                                        | 2010年10月21日              | ゲスト出演                                 |
| ニコニコ本社(原宿)プレオープンイベント                                                                 | ニコニコ本社(原宿)プレオープンイベント                                                                 | ニコニコ本社(原宿)プレオープンイベント                                                                 | ニコニコ本社(原宿)プレオープンイベント                                                                 | 2010年12月27日              |                                            |
| ニコニ紅白2010                                                                                         | ニコニ紅白2010                                                                                         | ニコニ紅白2010                                                                                         | ニコニ紅白2010                                                                                         | 2010年12月31日              |                                            |
| 原宿がニコニコ色に染まる!?ニコニコ本社グランドオープン!                                                | 原宿がニコニコ色に染まる!?ニコニコ本社グランドオープン!                                                | 原宿がニコニコ色に染まる!?ニコニコ本社グランドオープン!                                                | 原宿がニコニコ色に染まる!?ニコニコ本社グランドオープン!                                                | 2011年4月9日                |                                            |
| 石田晴香（AKB48）&アメザリ柳原のニコニコクリエイティ部!                                                | 石田晴香（AKB48）&アメザリ柳原のニコニコクリエイティ部!                                                | 石田晴香（AKB48）&アメザリ柳原のニコニコクリエイティ部!                                                | 石田晴香（AKB48）&アメザリ柳原のニコニコクリエイティ部!                                                | 2011年7月12日               |                                            |
| ニコニコ大忘年会 in ニコファーレ 〜皆でニコニコ年越し!〜                                               | ニコニコ大忘年会 in ニコファーレ 〜皆でニコニコ年越し!〜                                               | ニコニコ大忘年会 in ニコファーレ 〜皆でニコニコ年越し!〜                                               | ニコニコ大忘年会 in ニコファーレ 〜皆でニコニコ年越し!〜                                               | 2011年12月31日              | アシスタント出演                           |
| 初音ミクand Future Stars Project mirai×リズム怪盗R セガ 大人気リズムゲーム・スペシャルコラボパーティー | 初音ミクand Future Stars Project mirai×リズム怪盗R セガ 大人気リズムゲーム・スペシャルコラボパーティー | 初音ミクand Future Stars Project mirai×リズム怪盗R セガ 大人気リズムゲーム・スペシャルコラボパーティー | 初音ミクand Future Stars Project mirai×リズム怪盗R セガ 大人気リズムゲーム・スペシャルコラボパーティー | 2012年3月7日                |                                            |
| ニコニコ超会議 / ニコニコ超パーティー                                                                  | | | |                             |                                            |
| | ニコニコ超パーティー【ニコニコ超会議】                                                                 | ニコニコ超パーティー【ニコニコ超会議】                                                                 | ニコニコ超パーティー【ニコニコ超会議】                                                                 | 2012年4月28日、29日         |                                            |
| ニコニコ超パーティーII【ニコニコ超会議2】                                                              | ニコニコ超パーティーII【ニコニコ超会議2】                                                              | ニコニコ超パーティーII【ニコニコ超会議2】                                                              | 2013年4月27日、28日                                                                                    |                             |                                            |
| ニコニコ超パーティーIII supported by an 【ニコニコ超会議3】                                            | ニコニコ超パーティーIII supported by an 【ニコニコ超会議3】                                            | ニコニコ超パーティーIII supported by an 【ニコニコ超会議3】                                            | 2014年4月26日、27日                                                                                    |                             |                                            |
| ガンホー公開生放送〜パズドラ・ラグナロクオンライン・ケリ姫スイーツ〜【ニコニコ超会議3】                | ガンホー公開生放送〜パズドラ・ラグナロクオンライン・ケリ姫スイーツ〜【ニコニコ超会議3】                | ガンホー公開生放送〜パズドラ・ラグナロクオンライン・ケリ姫スイーツ〜【ニコニコ超会議3】                | 2014年4月27日                                                                                          |                             |                                            |
| 超ニコラジ2015【ニコニコ超会議2015】                                                                   | 超ニコラジ2015【ニコニコ超会議2015】                                                                   | 超ニコラジ2015【ニコニコ超会議2015】                                                                   | 2014年4月25日、26日                                                                                    |                             |                                            |
| ニコニコ超パーティー2015                                                                               | ニコニコ超パーティー2015                                                                               | ニコニコ超パーティー2015                                                                               | 2015年10月25日                                                                                         |                             |                                            |
| ニコニコ超パーティー2016                                                                               | ニコニコ超パーティー2016                                                                               | ニコニコ超パーティー2016                                                                               | 2016年11月3日                                                                                          |                             |                                            |
| ニコニコ超パーティー2017                                                                               | ニコニコ超パーティー2017                                                                               | ニコニコ超パーティー2017                                                                               | 2017年11月3日                                                                                          |                             |                                            |
| ニコニコ超パーティー2018                                                                               | ニコニコ超パーティー2018                                                                               | ニコニコ超パーティー2018                                                                               | 2018年11月3日                                                                                          |                             |                                            |
| 超パーティー2022【ミュージック超会議2022】                                                             | 超パーティー2022【ミュージック超会議2022】                                                             | 超パーティー2022【ミュージック超会議2022】                                                             | 2022年10月15日、16日                                                                                   |                             |                                            |
| 中川翔子（しょこたん）のユーザー生(公式)#4                                                             | 中川翔子（しょこたん）のユーザー生(公式)#4                                                             | 中川翔子（しょこたん）のユーザー生(公式)#4                                                             | 中川翔子（しょこたん）のユーザー生(公式)#4                                                             | 2012年5月30日               | ゲスト出演                                 |
| ニコニコ町会議                                                                                         | | | |                             |                                            |
| | ニコニコ町会議全国ツアー2012                                                                           | ニコニコ町会議全国ツアー2012                                                                           | 鳥取県八頭町                                                                                           | 2012年7月29日               |                                            |
| 佐賀県呼子町                                                                                           | ニコニコ町会議全国ツアー2012                                                                           | ニコニコ町会議全国ツアー2012                                                                           | 8月5日                                                                                                 |                             |                                            |
| 福島県三春町                                                                                           | ニコニコ町会議全国ツアー2012                                                                           | ニコニコ町会議全国ツアー2012                                                                           | 8月16日                                                                                                |                             |                                            |
| 東京都八丈町                                                                                           | ニコニコ町会議全国ツアー2012                                                                           | ニコニコ町会議全国ツアー2012                                                                           | 8月30日                                                                                                |                             |                                            |
| ニコニコ町会議 in 名古屋・栄〜本社出張祭〜                                                             | ニコニコ町会議 in 名古屋・栄〜本社出張祭〜                                                             | ニコニコ町会議 in 名古屋・栄〜本社出張祭〜                                                             | 2012年11月18日                                                                                         |                             |                                            |
| ニコニコ町会議全国ツアー2013                                                                           | ニコニコ町会議全国ツアー2013                                                                           | 岩手県洋野町                                                                                           | 2013年7月14日                                                                                          |                             |                                            |
| ニコニコ町会議全国ツアー2013                                                                           | ニコニコ町会議全国ツアー2013                                                                           | 香川県琴平町                                                                                           | 7月27日                                                                                                |                             |                                            |
| ニコニコ町会議全国ツアー2013                                                                           | ニコニコ町会議全国ツアー2013                                                                           | 鹿児島県さつま町                                                                                       | 8月4日                                                                                                 |                             |                                            |
| ニコニコ町会議全国ツアー2013                                                                           | ニコニコ町会議全国ツアー2013                                                                           | 島根県平田町                                                                                           | 8月10日                                                                                                |                             |                                            |
| ニコニコ町会議全国ツアー2013                                                                           | ニコニコ町会議全国ツアー2013                                                                           | 山形県高畠町                                                                                           | 8月15日                                                                                                |                             |                                            |
| ニコニコ町会議全国ツアー2013                                                                           | ニコニコ町会議全国ツアー2013                                                                           | 長崎県諫早市小長井町                                                                                   | 8月25日                                                                                                |                             |                                            |
| ニコニコ町会議全国ツアー2013                                                                           | ニコニコ町会議全国ツアー2013                                                                           | 北海道室蘭市                                                                                           | 9月7日                                                                                                 |                             |                                            |
| ニコニコ町会議 in 名古屋市 栄 久屋大通り秋まつり                                                       | ニコニコ町会議 in 名古屋市 栄 久屋大通り秋まつり                                                       | ニコニコ町会議 in 名古屋市 栄 久屋大通り秋まつり                                                       | 2013年9月22日                                                                                          |                             |                                            |
| ニコニコ町会議 in 大阪なんば 湊町リバープレイス                                                        | ニコニコ町会議 in 大阪なんば 湊町リバープレイス                                                        | ニコニコ町会議 in 大阪なんば 湊町リバープレイス                                                        | 2013年11月10日                                                                                         |                             |                                            |
| ニコニコ町会議 in SNOW MIKU 2014                                                                       | ニコニコ町会議 in SNOW MIKU 2014                                                                       | ニコニコ町会議 in SNOW MIKU 2014                                                                       | 2014年2月11日                                                                                          |                             |                                            |
| ニコニコ町会議全国ツアー2014                                                                           | ニコニコ町会議全国ツアー2014                                                                           | 長野県須坂市横町                                                                                       | 2014年7月19日                                                                                          |                             |                                            |
| ニコニコ町会議全国ツアー2014                                                                           | ニコニコ町会議全国ツアー2014                                                                           | 宮崎県西都市                                                                                           | 7月27日                                                                                                |                             |                                            |
| ニコニコ町会議全国ツアー2014                                                                           | ニコニコ町会議全国ツアー2014                                                                           | 愛媛県宇和島市宇和島                                                                                   | 2014年8月3日                                                                                           |                             |                                            |
| ニコニコ町会議全国ツアー2014                                                                           | ニコニコ町会議全国ツアー2014                                                                           | 福井県あわら市                                                                                         | 2014年8月9日                                                                                           |                             |                                            |
| ニコニコ町会議全国ツアー2014                                                                           | ニコニコ町会議全国ツアー2014                                                                           | 宮城県富谷町                                                                                           | 2014年8月16日                                                                                          |                             |                                            |
| ニコニコ町会議全国ツアー2014                                                                           | ニコニコ町会議全国ツアー2014                                                                           | 兵庫県新温泉町                                                                                         | 2014年8月24日                                                                                          |                             |                                            |
| ニコニコ町会議全国ツアー2014                                                                           | ニコニコ町会議全国ツアー2014                                                                           | 山口県豊北町                                                                                           | 2014年8月30日                                                                                          |                             |                                            |
| ニコニコ町会議全国ツアー2014                                                                           | ニコニコ町会議全国ツアー2014                                                                           | 秋田県角館                                                                                             | 2014年9月7日                                                                                           |                             |                                            |
| ニコニコ町会議全国ツアー2014                                                                           | ニコニコ町会議全国ツアー2014                                                                           | 栃木県鬼怒川温泉                                                                                       | 2014年9月13日                                                                                          |                             |                                            |
| ニコニコ町会議全国ツアー2014                                                                           | ニコニコ町会議全国ツアー2014                                                                           | 東京都檜原村                                                                                           | 2014年9月20日                                                                                          |                             |                                            |
| ニコニコ町会議全国ツアー2014追加公演                                                                   | ニコニコ町会議全国ツアー2014追加公演                                                                   | 愛知県名古屋市栄                                                                                       | /2014年9月28日                                                                                         |                             |                                            |
| ニコニコ町会議 in 大阪 水都大阪ミナミフェスティバル2014                                                | ニコニコ町会議 in 大阪 水都大阪ミナミフェスティバル2014                                                | ニコニコ町会議 in 大阪 水都大阪ミナミフェスティバル2014                                                | 2014年11月1日                                                                                          |                             |                                            |
| ニコニコ町会議全国ツアー2015                                                                           | | 岩手県平泉町                                                                                           | 2015年7月18日                                                                                          |                             |                                            |
| ニコニコ町会議全国ツアー2015                                                                           | 高知県いの町                                                                                           | 2015年8月2日                                                                                           | |                             |                                            |
| ニコニコ町会議全国ツアー2015                                                                           | 広島県安芸太田町                                                                                       | 2015年8月8日                                                                                           | |                             |                                            |
| ニコニコ町会議全国ツアー2015                                                                           | 番外編・東京豊洲BBQパーティー                                                                          | 番外編・東京豊洲BBQパーティー                                                                          | 2015年8月11日                                                                                          |                             |                                            |
| ニコニコ町会議全国ツアー2015                                                                           | | 石川県能登町                                                                                           | 2015年8月22日                                                                                          |                             |                                            |
| ニコニコ町会議全国ツアー2015                                                                           | 長野県上田市                                                                                           | 2015年8月30日                                                                                          | |                             |                                            |
| ニコニコ町会議全国ツアー2015                                                                           | 福岡県福岡市                                                                                           | 2015年9月13日                                                                                          | |                             |                                            |
| ニコニコ町会議全国ツアー2015                                                                           | 北海道札幌市                                                                                           | 2015年9月26日                                                                                          | |                             |                                            |
| ニコニコ町会議全国ツアー2015                                                                           | 愛知県名古屋市                                                                                         | 2015年10月11日                                                                                         | |                             |                                            |
| ニコニコ町会議全国ツアー2015                                                                           | 沖縄県うるま市                                                                                         | 2015年10月18日                                                                                         | |                             |                                            |
| ニコニコ町会議全国ツアー2015                                                                           | 大阪府大阪市水都大阪                                                                                   | 2015年11月8日                                                                                          | |                             |                                            |
| ニコニコ町会議全国ツアー2016                                                                           | ニコニコ町会議全国ツアー2016                                                                           | 滋賀県彦根市                                                                                           | 2016年7月17日                                                                                          |                             |                                            |
| ニコニコ町会議全国ツアー2016                                                                           | ニコニコ町会議全国ツアー2016                                                                           | 大分県大分市                                                                                           | 2016年7月31日                                                                                          |                             |                                            |
| ニコニコ町会議全国ツアー2016                                                                           | ニコニコ町会議全国ツアー2016                                                                           | 徳島県美馬市                                                                                           | 2016年8月7日                                                                                           |                             |                                            |
| ニコニコ町会議全国ツアー2016                                                                           | ニコニコ町会議全国ツアー2016                                                                           | 宮城県大崎市                                                                                           | 2016年8月14日                                                                                          |                             |                                            |
| ニコニコ町会議全国ツアー2016                                                                           | ニコニコ町会議全国ツアー2016                                                                           | 岡山県吉備中央町                                                                                       | 2016年8月27日                                                                                          |                             |                                            |
| ニコニコ町会議全国ツアー2016                                                                           | ニコニコ町会議全国ツアー2016                                                                           | 富山県南砺市                                                                                           | 2016年9月18日                                                                                          |                             |                                            |
| ニコニコ町会議全国ツアー2016                                                                           | ニコニコ町会議全国ツアー2016                                                                           | 愛知県名古屋市                                                                                         | 2016年10月9日                                                                                          |                             |                                            |
| ニコニコ町会議全国ツアー2016                                                                           | ニコニコ町会議全国ツアー2016                                                                           | 水都大阪                                                                                               | 2016年11月13日                                                                                         |                             |                                            |
| ニコニコ町会議全国ツアー2017                                                                           | ニコニコ町会議全国ツアー2017                                                                           | 青森県南部町                                                                                           | 2017年8月12日                                                                                          |                             |                                            |
| ニコニコ町会議全国ツアー2017                                                                           | ニコニコ町会議全国ツアー2017                                                                           | 福岡県久留米市                                                                                         | 2017年8月20日                                                                                          |                             |                                            |
| ニコニコ町会議全国ツアー2017                                                                           | ニコニコ町会議全国ツアー2017                                                                           | 広島県熊野町                                                                                           | 2017年8月27日                                                                                          |                             |                                            |
| ニコニコ町会議全国ツアー2017                                                                           | ニコニコ町会議全国ツアー2017                                                                           | 新潟県新潟市                                                                                           | 2017年9月2日                                                                                           |                             |                                            |
| ニコニコ町会議全国ツアー2017                                                                           | ニコニコ町会議全国ツアー2017                                                                           | 北海道旭川市                                                                                           | 2017年9月17日                                                                                          |                             |                                            |
| ニコニコ町会議全国ツアー2017                                                                           | ニコニコ町会議全国ツアー2017                                                                           | 愛知県名古屋市                                                                                         | 2017年9月24日                                                                                          |                             |                                            |
| 初音ミクと夏祭り!「夏の終わりの39祭り」in横浜-イベント生中継                                           | 初音ミクと夏祭り!「夏の終わりの39祭り」in横浜-イベント生中継                                           | 初音ミクと夏祭り!「夏の終わりの39祭り」in横浜-イベント生中継                                           | 初音ミクと夏祭り!「夏の終わりの39祭り」in横浜-イベント生中継                                           | 2012年8月29日               |                                            |
| 2012年の黄昏に「ラスボス」降臨!ニコニコ大忘年会2012 in ニコファーレ                                    | 2012年の黄昏に「ラスボス」降臨!ニコニコ大忘年会2012 in ニコファーレ                                    | 2012年の黄昏に「ラスボス」降臨!ニコニコ大忘年会2012 in ニコファーレ                                    | 2012年の黄昏に「ラスボス」降臨!ニコニコ大忘年会2012 in ニコファーレ                                    | 2012年12月31日              |                                            |
| ラグナロクオンラインで百花繚乱さんと遊んでみた〜                                                       | ラグナロクオンラインで百花繚乱さんと遊んでみた〜                                                       | ラグナロクオンラインで百花繚乱さんと遊んでみた〜                                                       | ラグナロクオンラインで百花繚乱さんと遊んでみた〜                                                       | 2013年5月29日               |                                            |
| ラグナロクオンライン24時間生放送!!真夏の夜のカーニバル                                                 | ラグナロクオンライン24時間生放送!!真夏の夜のカーニバル                                                 | ラグナロクオンライン24時間生放送!!真夏の夜のカーニバル                                                 | ラグナロクオンライン24時間生放送!!真夏の夜のカーニバル                                                 | 2013年8月23日               |                                            |
| 年末年始ぶっ通し78時間全局テレビ実況                                                                   | 年末年始ぶっ通し78時間全局テレビ実況                                                                   | 年末年始ぶっ通し78時間全局テレビ実況                                                                   | 年末年始ぶっ通し78時間全局テレビ実況                                                                   | 2013年12月31日- 1月4日      | ※7元生配信。アイシスとキンボシ交代で出演。 |
| NHK Eテレ「Rの法則」番組収録と実況コラボ                                                               | NHK Eテレ「Rの法則」番組収録と実況コラボ                                                               | NHK Eテレ「Rの法則」番組収録と実況コラボ                                                               | NHK Eテレ「Rの法則」番組収録と実況コラボ                                                               | 2014年1月11日、5月10日      |                                            |
| タビカレ学園祭 ニコニコ出張所から中継                                                                  | タビカレ学園祭 ニコニコ出張所から中継                                                                  | タビカレ学園祭 ニコニコ出張所から中継                                                                  | タビカレ学園祭 ニコニコ出張所から中継                                                                  | 2014年2月1日、2月2日        |                                            |
| 『HOUNDS実況プレイROOM』!5時間ぶっ通しプレイ                                                           | 『HOUNDS実況プレイROOM』!5時間ぶっ通しプレイ                                                           | 『HOUNDS実況プレイROOM』!5時間ぶっ通しプレイ                                                           | 『HOUNDS実況プレイROOM』!5時間ぶっ通しプレイ                                                           | 2014年2月16日               |                                            |
| タカラトミーアーツの番組                                                                               | | | |                             |                                            |
| | みんなでガチャ商品を作ろう〜タカラトミーアーツ超会議3会議〜                                            | みんなでガチャ商品を作ろう〜タカラトミーアーツ超会議3会議〜                                            | みんなでガチャ商品を作ろう〜タカラトミーアーツ超会議3会議〜                                            | 2014年2月22日               |                                            |
| ライフ商品ってナンだ?〜タカラトミーアーツ超会議3会議〜                                                 | ライフ商品ってナンだ?〜タカラトミーアーツ超会議3会議〜                                                 | ライフ商品ってナンだ?〜タカラトミーアーツ超会議3会議〜                                                 | 2014年3月21日                                                                                          |                             |                                            |
| AQUOS Xx SoftBank 304SHで撮ってみた                                                                    | AQUOS Xx SoftBank 304SHで撮ってみた                                                                    | AQUOS Xx SoftBank 304SHで撮ってみた                                                                    | AQUOS Xx SoftBank 304SHで撮ってみた                                                                    | 2014年5月21日               |                                            |
| 百花繚乱と村松治樹のソフトダーツU-22                                                                   | | | |                             |                                            |
| | プロのU-22 ダーツレッスン                                                                              | プロのU-22 ダーツレッスン                                                                              | プロのU-22 ダーツレッスン                                                                              | 2014年5月22日               |                                            |
| ソフトダーツU-22 トーナメント 予選大会                                                                 | ソフトダーツU-22 トーナメント 予選大会                                                                 | ソフトダーツU-22 トーナメント 予選大会                                                                 | 2014年6月29日                                                                                          |                             |                                            |
| ソフトダーツU-22 トーナメント 決勝大会                                                                 | ソフトダーツU-22 トーナメント 決勝大会                                                                 | ソフトダーツU-22 トーナメント 決勝大会                                                                 | 2014年9月27日                                                                                          |                             |                                            |
| PlayStation夏の大花火大会                                                                              | PlayStation夏の大花火大会                                                                              | PlayStation夏の大花火大会                                                                              | PlayStation夏の大花火大会                                                                              | 2014年6月6日                |                                            |
| AQUOS SERIE SHL25で撮ってみた                                                                          | AQUOS SERIE SHL25で撮ってみた                                                                          | AQUOS SERIE SHL25で撮ってみた                                                                          | AQUOS SERIE SHL25で撮ってみた                                                                          | 2014年6月13日               |                                            |
| 【雪印コーヒー】ゆきこたんの中の人最終審査生放送                                                       | 【雪印コーヒー】ゆきこたんの中の人最終審査生放送                                                       | 【雪印コーヒー】ゆきこたんの中の人最終審査生放送                                                       | 【雪印コーヒー】ゆきこたんの中の人最終審査生放送                                                       | 2014年6月14日               |                                            |
| 高校生クイズ開幕！                                                                                     | | | |                             |                                            |
| | 高校生クイズ開幕！ももクロ未公開映像大大大放出SP!!                                                     | 高校生クイズ開幕！ももクロ未公開映像大大大放出SP!!                                                     | 高校生クイズ開幕！ももクロ未公開映像大大大放出SP!!                                                     | 2014年7月10日               |                                            |
| 2015年高校生クイズ開幕！応援アーティストに「ゴールデンボンバー」決定全国出張大会SP!                    | 2015年高校生クイズ開幕！応援アーティストに「ゴールデンボンバー」決定全国出張大会SP!                    | 2015年高校生クイズ開幕！応援アーティストに「ゴールデンボンバー」決定全国出張大会SP!                    | 2015年7月1日                                                                                           |                             |                                            |
| ニコニコ23時間テレビ                                                                                   | ニコニコ23時間テレビ                                                                                   | ニコニコ23時間テレビ                                                                                   | ニコニコ23時間テレビ                                                                                   | 2014年7月19日- 7月20日      |                                            |
| viceネットセレブ第2回百花繚乱                                                                          | viceネットセレブ第2回百花繚乱                                                                          | viceネットセレブ第2回百花繚乱                                                                          | viceネットセレブ第2回百花繚乱                                                                          | 2014年7月21日               |                                            |
| アイマス祭＆レトルト・キヨ・繚乱のゲーム実況！                                                         | アイマス祭＆レトルト・キヨ・繚乱のゲーム実況！                                                         | アイマス祭＆レトルト・キヨ・繚乱のゲーム実況！                                                         | アイマス祭＆レトルト・キヨ・繚乱のゲーム実況！                                                         | 2014年7月22日               |                                            |
| 納涼囲碁まつりin東京 女流DAY                                                                           | 納涼囲碁まつりin東京 女流DAY                                                                           | 納涼囲碁まつりin東京 女流DAY                                                                           | 納涼囲碁まつりin東京 女流DAY                                                                           | 2014年8月15日               | ゲスト出演                                 |
| Xbox One発売記念 24時間ティーヴィー                                                                    | Xbox One発売記念 24時間ティーヴィー                                                                    | Xbox One発売記念 24時間ティーヴィー                                                                    | Xbox One発売記念 24時間ティーヴィー                                                                    | 2014年9月3日                |                                            |
| マックスむらいと百花繚乱が『クラッシュ・オブ・クラン』に挑戦！                                         | マックスむらいと百花繚乱が『クラッシュ・オブ・クラン』に挑戦！                                         | マックスむらいと百花繚乱が『クラッシュ・オブ・クラン』に挑戦！                                         | マックスむらいと百花繚乱が『クラッシュ・オブ・クラン』に挑戦！                                         | 2014年9月9日                |                                            |
| 隔週刊「ボカロＰになりたい！」創刊記念番組                                                             | 隔週刊「ボカロＰになりたい！」創刊記念番組                                                             | 隔週刊「ボカロＰになりたい！」創刊記念番組                                                             | 隔週刊「ボカロＰになりたい！」創刊記念番組                                                             | 2014年9月12日               |                                            |
| ニコニコ本社グランドオープン記念！！「ニコぶくろ祭」                                                   | ニコニコ本社グランドオープン記念！！「ニコぶくろ祭」                                                   | ニコニコ本社グランドオープン記念！！「ニコぶくろ祭」                                                   | ニコニコ本社グランドオープン記念！！「ニコぶくろ祭」                                                   | 2014年10月25日、26日        |                                            |
| 「Q'ulleと見よう！日本アニメ（ーター）見本市 勝手に鑑賞会」                                            | 「Q'ulleと見よう！日本アニメ（ーター）見本市 勝手に鑑賞会」                                            | 「Q'ulleと見よう！日本アニメ（ーター）見本市 勝手に鑑賞会」                                            | 「Q'ulleと見よう！日本アニメ（ーター）見本市 勝手に鑑賞会」                                            | 2015年6月30日               |                                            |
| ニコニコ23.5時間テレビ                                                                                 | ニコニコ23.5時間テレビ                                                                                 | ニコニコ23.5時間テレビ                                                                                 | ニコニコ23.5時間テレビ                                                                                 | 2015年7月18日- 7月19日      |                                            |
| 小林幸子生出演「幸子とSachiko」 〜VOCALOID4 Library Sachiko リリース記念特番〜                         | 小林幸子生出演「幸子とSachiko」 〜VOCALOID4 Library Sachiko リリース記念特番〜                         | 小林幸子生出演「幸子とSachiko」 〜VOCALOID4 Library Sachiko リリース記念特番〜                         | 小林幸子生出演「幸子とSachiko」 〜VOCALOID4 Library Sachiko リリース記念特番〜                         | 2015年8月3日                |                                            |
| 『ピカチュウ大量発生チュウ！』ニコ生中継チュウ                                                         | 『ピカチュウ大量発生チュウ！』ニコ生中継チュウ                                                         | 『ピカチュウ大量発生チュウ！』ニコ生中継チュウ                                                         | 『ピカチュウ大量発生チュウ！』ニコ生中継チュウ                                                         | 2016年8月12日               |                                            |
| 白猫プロジェクト公式ニコニコ生放送                                                                     | 白猫プロジェクト公式ニコニコ生放送                                                                     | 白猫プロジェクト公式ニコニコ生放送                                                                     | 白猫プロジェクト公式ニコニコ生放送                                                                     | 2016年12月23日2018年7月13日 |                                            |
| クラッシュフィーバー                                                                                   | | | |                             |                                            |
| | 『クラッシュフィーバー』初音ミクコラボ情報を先行大公開                                                 | 『クラッシュフィーバー』初音ミクコラボ情報を先行大公開                                                 | 『クラッシュフィーバー』初音ミクコラボ情報を先行大公開                                                 | 2017年1月22日               |                                            |
| 『クラッシュフィーバー』2周年記念感謝祭@ニコファーレ                                                   | 『クラッシュフィーバー』2周年記念感謝祭@ニコファーレ                                                   | 『クラッシュフィーバー』2周年記念感謝祭@ニコファーレ                                                   | 2017年7月2日                                                                                           |                             |                                            |
| 初音ミクコラボ記念！2時間拡大スペシャル                                                                | 初音ミクコラボ記念！2時間拡大スペシャル                                                                | 初音ミクコラボ記念！2時間拡大スペシャル                                                                | 2018年1月24日                                                                                          |                             |                                            |
| niconico(く)サービス発表会                                                                             | niconico(く)サービス発表会                                                                             | niconico(く)サービス発表会                                                                             | niconico(く)サービス発表会                                                                             | 2017年11月28日              |                                            |
| 【ニコめし】生放送 2018年1月8日3月3日、18日                                                            | | | |                             |                                            |
| このすばチャンネル『このファン』新情報公開記念特番                                                     | このすばチャンネル『このファン』新情報公開記念特番                                                     | このすばチャンネル『このファン』新情報公開記念特番                                                     | このすばチャンネル『このファン』新情報公開記念特番                                                     | 2019年11月8日               |                                            |
| 新作ゲーム「アスタータタリクス」特番 〜本格SRPGの魅力を解剖〜                                          | 新作ゲーム「アスタータタリクス」特番 〜本格SRPGの魅力を解剖〜                                          | 新作ゲーム「アスタータタリクス」特番 〜本格SRPGの魅力を解剖〜                                          | 新作ゲーム「アスタータタリクス」特番 〜本格SRPGの魅力を解剖〜                                          | 2023年7月6日                | [ 21 ] [ 22 ]                              |

### 舞台
- ニコニコミュージカル第2弾　『ニコニコ東方見聞録』（2010年1月7日 - 12日※全7ステージ）
- ニコニコミュージカル第4弾　舞台劇『ココロ』（2011年4月29日 - 5月8日）
- ニコニコミュージカル第7弾　『源氏物語』（2011年11月16日 - 11月23日）
- ミュージカル「監獄学園」PRISON SCHOOL（2018年1月31日 - 2月4日、東京・中野ザ･ポケット） - キヨシ 役
- ミュージカル「クリスマスキャロル」（2018年12月12日 - 16日、東京・東京キネマ倶楽部） - スクルージ（少年）[23]

### 映画
- ニコニコ映画「動画探偵ぐれいと・すぺしゃる　ニコニコ連続殺人事件」（2011年5月3日 - 5月5日）

### イヤホンガイド
- 八月南座超歌舞伎（2019年8月2日 - 26日）[24]
- 九月南座超歌舞伎（2021年9月3日 - 26日）[25]
- 超歌舞伎2022 Powered by NTT（2022年8月4日 - 9月25日）[26]

## 作品

### アルバム
『ニコ動とテレ東「つくり場」から生まれた企画アルバム〜集まれ!ドリームクリエイター』(2014年2月19日 日本コロムビア)
【収録楽曲】全8曲(★は参加楽曲)
1. ★百花 繚乱 presents 田村淳に贈るウェディングソング女性ボーカルver. 「ずっとだよ」 TOKO from So'Flyv
2. ★ドグマ風見 presents ゲーム愛を歌う詩 「Video Game Anthem~オレ達の輪舞曲(ロンド)~」 串田アキラ&ドグマ風見 feat. ニコニコオールスターズ
3. 石田晴香 presents 新感覚乙女ゲームのイメージソング 「Love abuse」 れるりり (GUMI ver.)
4. ★田村淳 presents 「よこそう東京へ音頭」 つくり場 つくりスト一同
5. 桃知みなみ presents キンプンマンレディーの歌 「Shine」 アイシス
6. 桃知みなみ presents 「どっち?こっち?もっち! ! ~ヲタ芸できるかな?~」
7. 岸田メル&EHAMIC presents 「うわさのジャパニーズボーイ」
8. ★百花 繚乱 presents 田村淳に贈るウェディングソング男性ボーカルver. 「スタートライン」 新社会人

### ソフトウェア
- VOICEVOX：†聖騎士 紅桜† (ホーリーナイトベニザクラ)[14]
- A.I.VOICE：紅桜ショウガ[15]